# Love Metal
El Love Metal és el gènere de música creat per la banda finlandesa HIM. És una barreja de música metal, però més melancòliques i romàntiques. També dona nom al quart àlbum de la mateixa banda, que fou publicat el 2003. Aquest fou publicat el 14 d'abril del 2003, va ser el primer àlbum de la banda que es va fer popular a nivell mundial. La versió especial d'aquest àlbum inclou la cançó titulada "Love's Requiem".

## Cançons del disc
L'àlbum inclou les següents cançons:
1. "Buried Alive by Love" - 5:01
2. "The Funeral of Hearts" - 4:30
3. "Beyond Redemption" - 4:28
4. "Sweet Pandemonium" - 5:46
5. "Soul on Fire" - 4:00
6. "The Sacrament" - 4:32
7. "This Fortress of Tears" - 5:48
8. "Circle of Fear" - 5:27
9. "Endless Dark" - 5:35
10. "The Path" - 7:44
11. "Love's Requiem" [Bonus Track] - 8:36